# 金子建志
金子 建志（かねこ けんじ、1948年3月8日 - ）は、日本の音楽評論家、音楽学者、指揮者。

## 経歴
千葉県出身。千葉県立千葉高等学校を経て、1966年東京芸術大学音楽学部楽理科入学。在学中、音楽理論を柴田南雄に師事し、指揮法を渡邉曉雄や高階正光に師事。1970年3月、同大卒業。この後、指揮法を齋藤秀雄に師事。
1985年、千葉フィルハーモニー管弦楽団結成。同楽団の常任指揮者として活動する他、市川交響楽団やカメラータ・ユピテル（現在の世田谷交響楽団）、19世紀オーケストラ、アンサンブル花火などの指揮者としてアマチュアオーケストラ活動にも関与。『音楽現代』『レコード芸術』『朝日新聞』の新譜月評を担当。NHK-FMでも音楽番組の解説を担当。

## 著書
- 『NHK 趣味講座 第9をうたおう』（日本放送出版協会、1986年10月）
- 『こだわり派のための名曲徹底分析─ブルックナーの交響曲』（音楽之友社、1994年）
- 『マーラーの交響曲（こだわり派のための名曲徹底分析）』（音楽之友社、1994年）
- 『ベートーヴェンの「第9」─こだわり派のための名曲徹底分析』（音楽之友社、1996年）
- 『交響曲の名曲〈1〉─こだわり派のための名曲徹底分析』（音楽之友社、1997年）
- 『200CD オーケストラの秘密─大作曲家・名曲のつくり方』（立風書房、1999年）
- 『マーラーの交響曲〈2〉（こだわり派のための名曲徹底分析）』（音楽之友社、2001年）
- 『200CD オーケストラこだわりの聴き方─スコアが見えるディスク・ガイド』（立風書房、2004年）

### 共編著
- 朝比奈隆『朝比奈隆 交響楽の世界』編（早稲田出版、1991年）